# 風使い
『風使い』（かぜつかい）は、鷹氏隆之による日本の漫画。
講談社『マガジンSPECIAL』で1991年から1998年まで連載された。単行本は同社から全17巻。

## 登場人物
水無月 流魔（みなづき りゅうま）
本作の主人公。
風使い
6月15日生まれ（17歳）
AB型
184cm
なかなかいい性格をした男で、女性には甘い顔をするが、
男に対してはよほど気に入った相手以外は虫を決め込む
視界にはいっていないのかもしれない
クールそうにしているが、誰よりも負けず嫌いでしたたか
顔には絶対出さないが過去をひきずり一人思い悩んでいる
技：霊覇天盡（れいはてんじん）
草薙 弥生（くさなぎ やよい）
流魔の付き人。
3月2日生まれ（17歳）
A型
170cm
”主”である流魔に対してひたすら従順である
口数も少ないひかえめの大和撫子とはこんな感じの女性ではないかという雰囲気を持っている（と思う）
普段は柔和な性格だが実はがんこ者で意外ときつい性格も持っている
勝利（かつとし）
第一話の邪鬼編に登場。
邪鬼に憑依された久美子に殺害された。留年して久美子達と同級生になる。クラスメイトからはトールと共に「性格悪かったからな」と言われるぐらいの素行。
トール
第一話の邪鬼編に登場。勝利の友達。留年して久美子達と同級生になる
一話で邪鬼に憑依された久美子に頭部を鷲掴みにされ、そのまま頭部を潰されて殺された。
直美（なおみ）
第一話の邪鬼編に登場。久美子のクラスメイト
久美子の欠席を心配し、クラスメイトの満代と共に学校を早退してお見舞いに行った。
満代（みつよ）
第一話の邪鬼編に登場。久美子のクラスメイト。
久美子の欠席を心配し、直美と共に学校を早退してお見舞いに行った。
流魔曰く「霊感はかなり強い」。久美子とは小学校の時から一緒だった。
佐藤 久美子（さとう くみこ）
第一話の邪鬼編に登場。
中学二年の時に上級生（勝利とトール達）に乱暴され、それが原因で妊娠してしまう。
その後妊娠を知った上級生に階段から突き落とされ、お腹の子供は死亡してしまった。
高校進学後に留年した勝利とトールと再会。再度乱暴しようとされた際に邪鬼に憑依され、勝利とトールを殺害してしまう。
邪鬼（じゃき）
第一話の邪鬼編に登場。
久美子に憑依した邪霊。
土使いにより霊封じの石に封印されていたが、落雷の影響で封印が解けた　
一度は流魔から逃げるも流魔により再び霊封じの石に封印されてしまう。
松永 千里（まつなが ちさと）
第二話の反魂の法に登場。万里の姉。
流魔や弥生の先輩。バンド（メビウス）のボーカル。
松永 万里（まつなが まり）
第二話の反魂の法に登場。千里の妹。
第二話冒頭で交通事故により死亡。
死亡後に父親に依頼された拝み屋により生き返るも最後は流魔の霊覇天盡（れいはてんじん）により浄化され、千里と父親に別れを告げた。
松永（父）
第二話の反魂の法に登場。千里、万里の父親。
万里の遺体を火葬場に到着する直前にすり替え、2年前に知り合った拝み屋に依頼し万里を生き返らせた。
松永（母）
千里、万里の母親
物語開始時にはすでに死去している。

拝み屋（江藤有朋）
　松永（父）が二年前に知り合った人物
　松永（父）の依頼で娘の松永万里を生き返らせた
　岩倉辰巳の配下